# Castillon (Altos Pirenéus)
Castillon é uma comuna francesa na região administrativa de Occitânia, no departamento dos Altos Pirenéus. Estende-se por uma área de 3,32 km², Em 2010 a comuna tinha 83 habitantes (densidade: 25 hab./km²)..